# Lugy
Lugy település Franciaországban, Pas-de-Calais megyében. Lakosainak száma 138 fő (2022. január 1.). Lugy Hézecques, Fruges, Senlis és Verchin községekkel határos.

## Népesség
A település népességének változása:
| Lakosok száma | 144  | 145  | 148  | 147  | 146  | 146  | 145  | 144  | 138  |
|               | 2013 | 2015 | 2016 | 2017 | 2018 | 2019 | 2020 | 2021 | 2022 |